# Botanophila atra
Botanophila atra är en tvåvingeart som först beskrevs av Malloch 1919.  Botanophila atra ingår i släktet Botanophila och familjen blomsterflugor.
Artens utbredningsområde är Kalifornien. Inga underarter finns listade i Catalogue of Life.